# Daihatsu Charade
El Daihatsu Charade es un automóvil del segmento B producido por el fabricante japonés Daihatsu entre los años 1977 y 2000. Es considerado por Daihatsu como un «compacto grande», para diferenciarlo de los compactos más pequeños en su línea, como el Daihatsu Mira. En Japón ofrecía a los compradores más espacio interior y un motor más grande que permitía usar el automóvil fuera de zonas urbanas. Sustituyó al Daihatsu Consorte, aunque el Charmant continuó la línea de los modelos Consortes con motores grandes.
El nombre Charade proviene del inglés, que significa solución de un acertijo, o adivinanza de palabras.
En China el Daihatsu Charade se llamaba Xiali y era producido por FAW Tianjin, bajo la marca registrada de «China FAW». Desde septiembre de 1986 al 2009 se vendieron más de 1,5 millones de unidades en ese país. También proporcionó la base para innumerables copias chinas sin licencia, a menudo dependiendo de molduras de fibra de vidrio tomadas del Charade de segunda generación. Su producción finalizó en 2012.

## Primera generación (G10, G20; de 1977 a 1983)
La primera generación (G10) apareció en octubre de 1977. Tenía un motor delantero de tracción delantera, inicialmente disponible solo como un hatchback de cinco puertas. Su motor CB20 estaba fabricado totalmente de aluminio y tenía tres cilindros, 993 cc, desarrollaba 50 CV (37 kW) de potencia y su capacidad de lubricante era de 2,9 litros. Los automóviles comercializados en Japón aseguraban desarrollar 55 CV (40 kW) JIS a 5.500 rpm. La versión hatchback de tres puertas («Runabout») introducida en el otoño de 1978, tenía dos pequeñas ventanillas redondas en los parantes traseros (pilares C).
El Charade fue un sorprendente éxito de ventas en Japón, donde las estrictas normas sobre emisiones hacían que se considerase inviable el segmento de mercado de los vehículos con motores de un litro. El Charade se convirtió inmediatamente en un éxito , logrando el reconocimiento de «Coche del año» japonés en 1979.

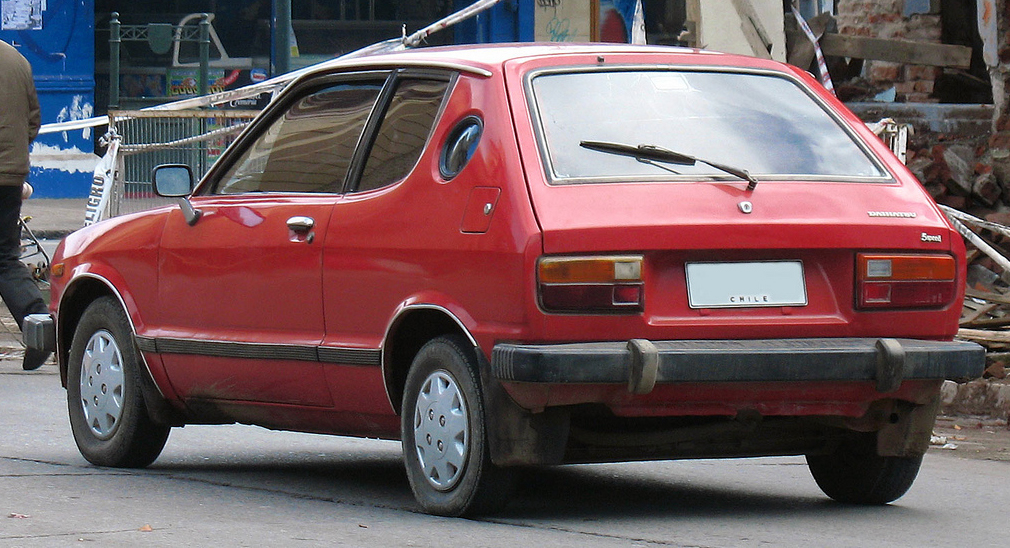
Daihatsu Charade G10

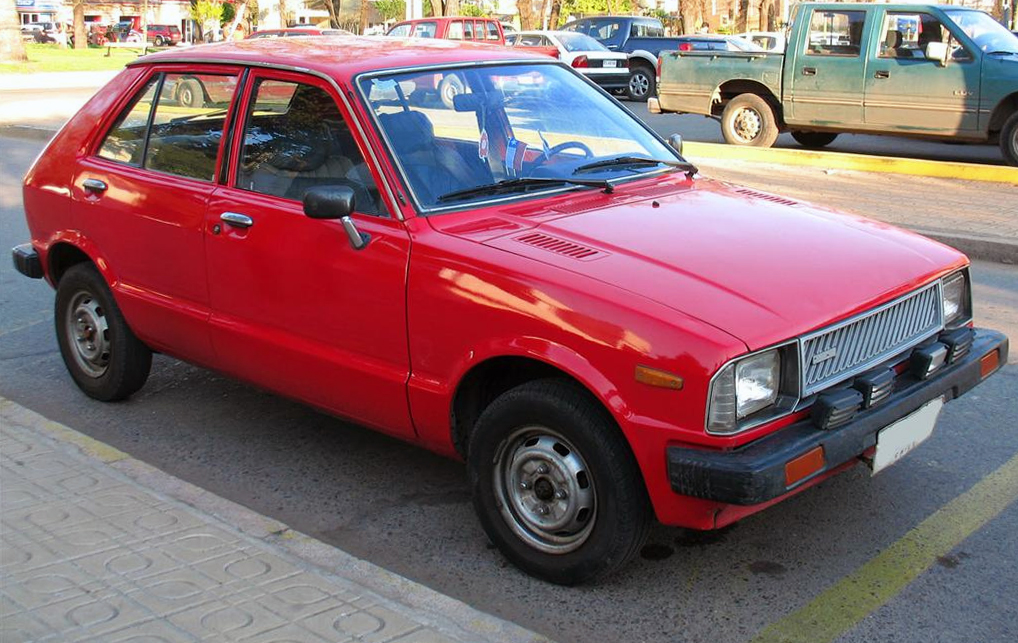
Daihatsu Charade renovado G20

Los primeros G10 (serie 1) tenían faros redondos, posteriormente el G10 (serie 2) tuvo faros cuadrados. La serie 2 fue introducida en 1981. Desde que fue introducido en 1977 y hasta diciembre de 1982, Daihatsu fabricó 89.792 Charades tipo G10/G20.
El Daihatsu Charade fue muy popular en Chile y otros países de América Latina durante los años 1970 y 1980.
Al principio se vendieron en Chile tantos Charades como en el resto del mundo, pero más tarde fue introducido el Charade G20 con motor de tres cilindros de 843 cc versión CD. Todavía en  2020 siguen circulando en las calles chilenas sin problemas, siendo famoso por su modelo vintage G20 de focos cuadrados que se lleva las miradas de los mayores cuando ven uno por las calles, ya que fueron muy famosos en los años 80'. El motor del G20 843 cc produce  41 CV (30 kW) a 5.500 rpm y también apareció en las versiones de exportación del Daihatsu Hijet. El G20 apareció en 1980 y se desarrolló como resultado de una decisión chilena de reducir los aranceles a la importación de automóviles con motores de menos de 850 cc. El G20 también era capaz de funcionar con combustible de bajo octanaje o incluso etanol. La primera versión del G20 (1978-1981) tenía faros redondos, mientras que los G20 de segunda generación (1981 a 1984) fueron remodelados de manera similar a los G10 con faros cuadrados y luces traseras ligeramente diferentes. El modelo «Runabout» de tres puertas tenía el motor CB20 de 1.000 cc con una transmisión manual de cinco velocidades y se le agregó un tacómetro.
En el Salón del Automóvil de Tokio de 1981 Daihatsu mostró un prototipo de automóvil con motor 1.0 L turbo y colaboró con el fabricante italiano de automóviles deportivos  De Tomaso Automobili. Este automóvil estaba basado en el Charade XTE de 3 puertas y fue nombrado Daihatsu Charade De Tomaso. Luego esta idea fue aplicada  en la producción en serie de la segunda generación.

### Grecia
La compañía griega Automeccanica, fundada en 1979, diseñó una versión tipo torpedo del Charade para conducción fuera de ruta llamada Zebra, al estilo del Citroën Méhari. El Zebra tenía carrocería metálica y mecánica, parrilla, faros y muchas otras partes de Daihatsu. La producción comenzó en 1981 y continuó hasta 1985, cuando las leyes fiscales griegas cambiaron, determinando que este «coche para diversión» ya no podía ser registrado como  vehículo comercial y el mercado se evaporó. Los primeros coches utilizaron los faros redondos de la serie 1, los cuales fueron cambiados por los faros cuadrados de la serie 2 antes del final del primer año de producción. Automeccanica también fabricó Charades comunes.

### Competición

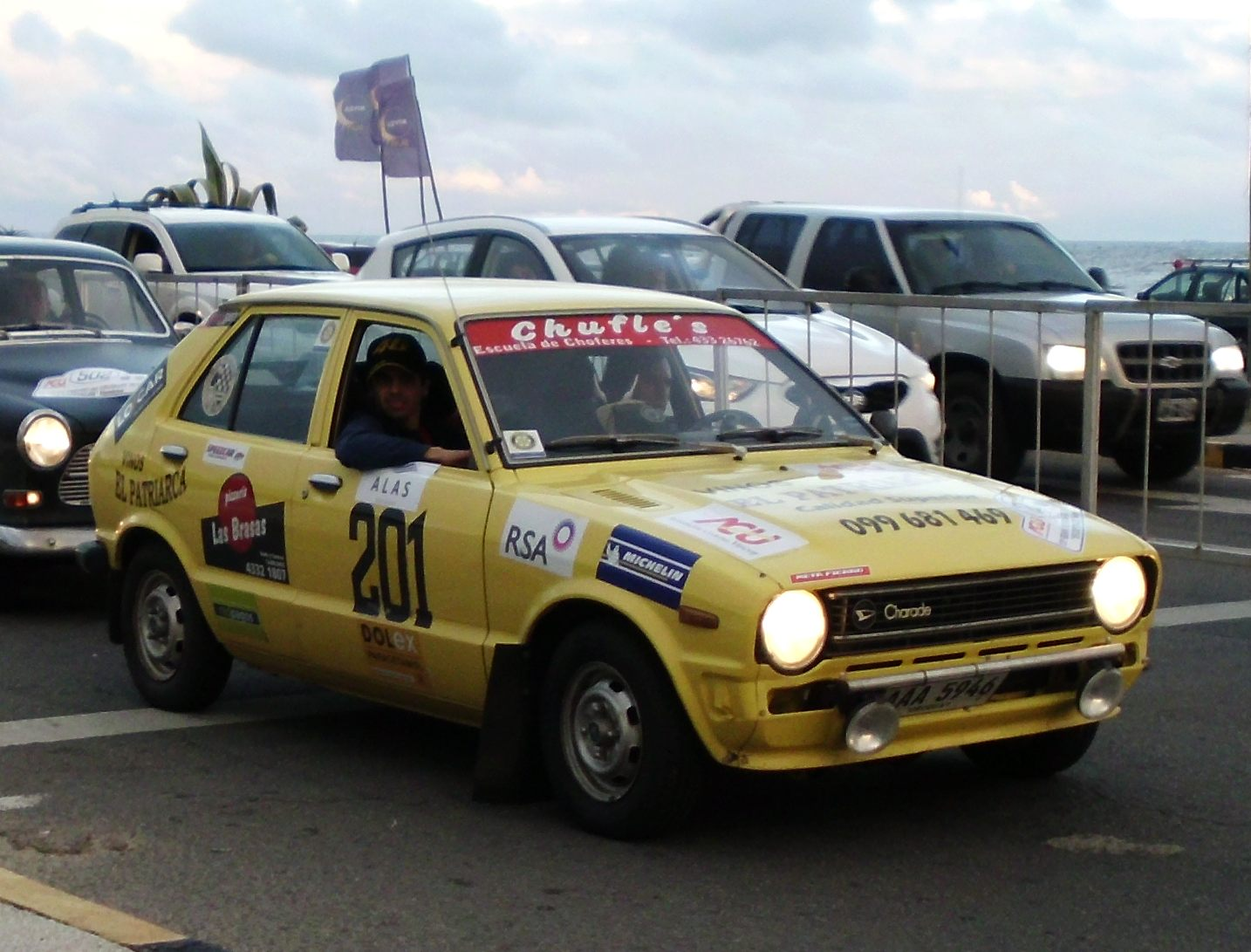
Daihatsu Charade G10 de los hermanos Viera en la llegada del 13° Rally 19 Capitales Histórico del Uruguay.

Guillermo Viera conduciendo su Daihatsu Charade G10, y su hermano Agustín Viera como copiloto, han participado de varias ediciones del Rally 19 Capitales Histórico de Uruguay.
En el año 2011 finalizaron en el puesto 41, en el año 2012 finalizaron en el puesto 18, en el año 2014 finalizan en el puesto número 9, y en el año 2016 logran llegar al segundo puesto con una ajustada diferencia final con los ganadores de solamente dos centésimas de segundo luego de casi 50 horas de competencia.
En el rally 500 millas de Entre Ríos del año 2011 quedaron en el puesto 7 de la clasificación general y primeros en su categoría.
También tuvieron una destacada participación en el Campeonato Uruguayo de Turismo Histórico de 2013, donde ganaron el primer puesto de la categoría A.
En Chile también tuvo una destacada participación tanto en pista como en Rally en categorías multimarca hasta 850 c.c. de la década del 80,  teniendo como férreos rivales a los Mini Cooper y a su coterráneo el Suzuki Fronte.

## Segunda generación (G11; de 1983 a 1987)
| Códigos de modelos de Daihatsu Charade | Códigos de modelos de Daihatsu Charade | Códigos de modelos de Daihatsu Charade | Códigos de modelos de Daihatsu Charade |
| Código                                 | Motor                                  | Nota                                   | Nota                                   |
| -------------------------------------- | -------------------------------------- | -------------------------------------- | -------------------------------------- |
| G11                                    | CB, 993 cc                             | coches de pasajeros                    | gasolina                               |
| G11V                                   | CB, 993 cc                             | comercial                              | gasolina                               |
| G21                                    | CD, 843 cc                             | coches de pasajeros                    | gasolina                               |
| G26                                    | CE, 926 cc                             | 926 Turbo / 926R                       | gasolina                               |
| G30                                    | CL, 993 cc                             | coches de pasajeros                    | diésel                                 |
| G30V                                   | CL, 993 cc                             | comercial                              | diésel                                 |
| 1.                                     |                                        |                                        |                                        |

La segunda generación (G11) fue lanzada en marzo de 1983, nuevamente como un hatchback de tres o cinco puertas. Contaba con diversas variaciones del motor de tres cilindros 1.0 L, incluyendo una versión turbo de 68 CV (50 kW) JIS y versiones diésel y turbo diésel. La versión turbo diésel apareció por primera vez en el otoño de 1984. Los Charades básicos tenían el motor CB23 de 993 cc con tres cilindros, aspiración natural, 50 CV (37 kW) -55 CV (40 kW) y demoraba de 12 a 13 segundos en acelerar de 0 a 60 mph (97 km/h). Los modelos para el mercado japonés tenían doble carburador de serie, mientras que la mayoría de las versiones para exportación tenían un solo carburador, por lo que disminuía un poco la potencia.
Los modelos Charade Turbo y Charade DeTomaso tenían el motor CB60, una versión mejorada del motor CB23. El CB60 también era un motor de 993 cc, pero estaba equipado con un pequeño turbocompresor IHI, que aumentó su potencia a 80 CV (59 kW) en los automóviles del mercado japonés, 68 CV (50 kW) en los modelos de exportación. Gracias al pequeño turbocompresor no era necesario usar un intercooler. La suspensión fue mejorada ligeramente con barras estabilizadoras más gruesas y una suspensión ligeramente más rígida. También se equipó con llantas de aleación en lugar de las comunes de acero. La versión turbo estaba disponible con dos modelos de carrocería.  Este fue el primer sedán turbo que se vendió en Indonesia, en julio de 1986, donde estuvo disponible solamente el modelo de cinco puertas. Los Charade vendidos en Singapur contaban con el mismo motor de 60 y 80 CV (44 y 59 kW) usado en Japón.
También hubo versiones con techo más alto disponibles en algunos mercados con carrocerías de tres y cinco puertas. Estas eran conocidas como "techo delfín" en Japón. El modelo de tres puertas también estaba disponible en un modelo camioneta para uso comercial, ofrecido con motores diésel o gasolina de aspiración natural y equipado con el techo más alto. Dependiendo de los requisitos del mercado, el Charade también estaba disponible como furgoneta con ventanas traseras ciegas.
 Para escapar de las cuotas y algunas de las restricciones de ADR, la versión de furgoneta de techo alto se vendió en Australia como Daihatsu Charade Duet en paralelo con los modelos de pasajeros. En Chile (y en algunos otros países de América Latina) esta generación se llamaba G21 (aunque en las chapas de identificación se podía leer «G20») y al igual que su predecesor G20, estaba equipado con el motor más pequeño CD de 41 CV (30 kW) de 843 cc y tres cilindros. El modelo G21 se vendió entre los años 1985 y 1990 aproximadamente.
El G11 fue fabricado con dos frentes diferentes, uno con faros cuadrados (serie 1) y otro con faros rectangulares en forma de «ojos de gato» (serie 2) que fue presentado por primera vez en el verano de 1985. En Europa, el chasis del G11 y varios motores y transmisiones sirvieron de base para el Innocenti Minitre, luego de que el contrato de Innocenti con la británica Leyland expirase. Las bases del G11 continuaron siendo utilizadas por el fabricante de automóviles italiano hasta 1992. Aparte de las transmisiones manuales de cuatro y cinco velocidades, también existía una opción automática de dos velocidades llamada Daimatic.
En Australia la gama se inició con el modelo CC de techo alto, dos plazas y tres puertas, mientras que el resto de la gama (CS, CX, CX-A y turbo CX-T) tenían carrocería de cinco puertas.
La producción taiwanesa comenzó por 1983 o 1984. En 1987 ellos también presentaron una versión del notchback de cinco puertas más larga desarrollada localmente, similares a los Subaru Tutto y Nissan March Cubic, vendida como el Daihatsu Skywing. Al desarrollar el modelo en el país el fabricante se  benefició con una rebaja de 3% de impuestos a modo de subsidio. En Nueva Zelanda, el modelo con motor aspirado de gasolina fue ensamblado localmente. El motor turbo también fue vendido ahí, pero importado totalmente armado.
En el Salón de Tokio de 1985 Daihatsu presentó el 926R, un prototipo de Charade con un motor mediano, desarrollado junto con DeTomaso y diseñado para competir en el Campeonato Mundial de Rally en la categoría de automóviles hasta 1300 cc. Con un factor de equivalencia de 1,4 para los motores de inducción forzada, implicaba que el reducido motor fuese clasificado como de 1,296.4 cc. El 926R tenía un motor de 926 cc, 12 válvulas, bicámara, turbo de tres cilindros («CE») montado en la mitad, con tracción trasera a través de una transmisión manual de cinco velocidades, con una potencia de 120 CV (88 kW). El 926R pesaba 800 kg y tenía guardabarros más amplios para cubrir las ruedas de 15″ 205/225. Sin embargo, a raíz de accidentes significativos sucedidos en el campeonato de 1985, el Grupo B fue prohibido y el proyecto 926R fue cancelado. Hubo también una partida limitada de 200 Charade 926 Turbos construidos para homologar, con el mismo motor de 926 cc que producía 73 CV (54 kW).
En China el Charade G11 fue conocido como el Tianjin TJ730, fabricado a partir de un  kit para ensamblaje entre 1986 y 1988. Luego fue reemplazado por el popular Charade G100.
No obstante, la segunda generación de Daihatsu Charade tuvo algún uso en competencias de rally. Varios Charades, equipados tanto con motores turbo como aspirados normalmente, compitieron en los Rally Safari entre 1984 y 1988. Fueron subcampeones de su clase en 1984 y ganaron las categorías A5 y B9 en 1985. Los Charade fueron los únicos automóviles inscritos en esas clases, pero un puesto 13 en la final general sigue siendo impresionante para el pequeño auto. El importador de Daihatsu en Suiza compitió con un Charade Turbo en el grupo A de su campeonato nacional de rally en 1985, con Florence L'Huillier como conductor.

### Sudáfrica
En Sudáfrica, la filial de Alfa Romeo ensambló Daihatsu Charades a partir de marzo de 1983. El único modelo disponible era el de motor de gasolina 1.0 L de aspiración natural, con carrocería de cinco puertas y techo alto. La potencia era de 60 CV (44 kW), con opción de transmisión manual de cuatro o cinco velocidades. Estos Charades también se exportaron a Italia con el fin de eludir las leyes italianas que dificultaban la importación de automóviles japoneses. La producción sudafricana terminó en 1985.

## Tercera generación (G100; de 1987 a 1993)
La tercera generación del Daihatsu Charade (G100) debutó en 1987 diseñado por Hiroshi Aoki (jefe de diseño de Daihatsu) y su colega Hideyuki Ueda, que incluía originalmente un motor CB23 de 1.0 L de tres cilindros con un carburador, también disponible como un diésel y turbodiésel, o con un motor HC-F de 1,3 L y cuatro cilindros con un carburador. Contaba con suspensión delantera y trasera totalmente independientes y se presentó originalmente con carrocería hatchback de tres puertas o cinco puertas. El cuatro cilindros se construyó pensando en la ligereza, al tener cigüeñal y árbol de levas huecos el peso del automóvil de cuatro cilindros no era mayor que el del modelo de tres cilindros equipado de manera similar. Originalmente se ofrecieron estilos de carrocería hatchback de tres puertas o cinco puertas con suspensión delantera y trasera totalmente independiente. La gama de ofertas fue ampliada luego con un sedán de cuatro puertas, vendido como Charade Social en Japón. También había una versión con tracción permanente a las cuatro ruedas y motor de 1,3 litros con inyección de combustible, llamado TXF/CXF (3 puertas/5 puertas). En Nueva Zelanda, esta generación estuvo disponible con un motor ED10 de tres cilindros y 846 cc que desarrollaba 32 kW (44 CV; 43 HP).
Luego se añadió la versión GTti con motor de 1.0 L turbo intercooler con doble leva inyectado (CB70/CB80) que desarrollaba una potencia de 105 CV (77 kW) JIS, y solo estaba disponible con carrocería hatchback de tres puertas. Más tarde se añadieron versiones con inyección de combustible de 1.3 L con cuatro cilindros (HC-E) y tres cilindros (CB90). Un sedán de cuatro puertas con motor 1.3 L EFI fue lanzado en 1988. Había dos modelos deportivos diferentes disponibles (ambos compartían el código de modelo G100S-FMVZ): el GTti y el GTxx. Ambas versiones son idénticas mecánicamente, pero el GTxx añadía mucho equipamiento de lujo, como ser el kit de carrocería completo, llantas de 14″ de aleación ligera, aire acondicionado, dirección asistida, alza cristales de un toque y techo solar eléctrico. Algunas de estas opciones también estaban disponibles como opcionales en el modelo GTti. También fueron instalados faldones laterales en los GTti, pero en algunos países solo se vendieron como opcionales en los distribuidores.
El Charade GTti fue el primer automóvil de producción que produjo100 CV (74 kW) por litro y el más rápido con motor de 1.0 L.
El GTxx es mucho más raro que el GTti, principalmente se vendieron en Japón, aunque algunos fueron exportados y vendidos en otros países en pequeñas cantidades. Todos los modelos GTxx tenían el código de motor CB70, mientras que los GTti podían tener el CB70 o CB80, dependiendo del país y la región donde se vendía. No se conocen diferencias en las partes internas de los motores, todos los CB70 contaban con sistemas de control de emisiones con catalizador. Incluso algunos modelos CB80 para Europa ofrecieron el catalizador, excepto en Reino Unido. Probablemente hay leves diferencias en los ajustes de la ECU entre el CB70 y el CB80, ya que los automóviles equipados con motor CB70 aseguraban una potencia de 105 CV (77 kW) en comparación con los 101 CV (74 kW) del motor CB80. Esto probablemente se debía a que el CB70 tenía ajustado el tiempo de ignición más avanzado para adaptarse al mayor octanaje del combustible usado en Japón.
Un leve rediseño en 1991 le otorgó luces traseras más lisas y un panel reflectivo, un espolón superior ligeramente más largo en el portón trasero y un acabado interior renovado con tela también en los paneles de las puertas. También hubo una versión con tracción en las cuatro ruedas equipada con motor HC-E de 1,3 L con inyección de combustible de 90 CV (66 kW) (código de chasis G112) vendidos en Japón y también exportados a algunos países, como por ejemplo Escandinavia y Suiza.
El Charade de tercera generación fue vendido en los Estados Unidos solamente cinco años, desde 1988 hasta 1992. El automóvil se vendió poco, a pesar de su estructura «tan firme como la cabeza de un tornillo congelado» y un estilo atractivo para su segmento de mercado, tal vez debido a su alto precio, escasez de concesionarios, motor de tres cilindros de baja aceleración (0-60 mph (97 km/h) en 15 segundos) Toyota, que había adquirido recientemente una participación mayoritaria en Daihatsu, retiró todos los vehículos Daihatsu del mercado de Estados Unidos. Las ventas de 1989 fueron de 15.118 unidades. Solo estaban disponibles los hatchback de tres puertas y sedán de cuatro puertas. Los Charade norteamericanos aparecieron en tres niveles de equipamiento hasta 1989: CES (modelo básico), CLS y CLX. El CES tenía un motor CB90 de 1.0L con inyección de combustible, tres cilindros y 53 CV (39 kW) de potencia. Las otras dos variantes estaban disponibles con el motor CB90 estándar o el motor HC-E más potente de 1,3 L, cuatro cilindros SOHC de 16 válvulas con inyección de combustible, totalmente fabricado en aluminio. En 1990 los niveles de equipamiento se redujeron a solo dos: el SE (básico) y el más lujoso SX. Los modelos de cuatro cilindros se ofrecían con una caja de cambios manual de cinco velocidades o con una transmisión automática de tres velocidades, mientras que los modelos de tres cilindros se ofrecían solamente con la transmisión manual.
En el mercado australiano el GTti no estaba disponible y el Charade turbo de gasolina utilizaba el motor con carburador de menor potencia de la generación anterior (CB60/61). Sin embargo, un buen número GTtis y GTxxs fueron importados de Japón, pero no tuvieron mucha continuidad. En Australia la tercera generación fue evaluada en las clasificaciones de seguridad de automóviles usados con un grado de protección de los ocupantes en caso de accidente «peor que la media» y la segunda generación se evaluó como «significativamente peor que la media».
El Charade G100 también ha sido construido por FAW Tianjin como Tianjin Xiali desde 1988, reemplazando la breve producción del modelo de la generación anterior en ese lugar. Todavía siguen disponibles versiones muy retocadas con motores más modernos de Toyota, como el Xiali N3, el cual entró en producción en junio de 2004.
La producción taiwanesa del G100 comenzó en 1989, aunque la versión Skywing del G11 continuó vendiéndose hasta 1990. Continuó hasta que el ensamblador local Yu Tian quebró en 1996 en medio de un escándalo financiero.

### Competición
En el Reino Unido el GTti tuvo una carrera bastante exitosa en rally compitiendo en el Rally Lombard RAC en 1989 y 1990 y fue altamente competitivo en el Rally Safari. En el Rally Safari de 1990, dos Charade 1,3i terminaron primero y segundos en su categoría, y también noveno y décimo en la general entre 59 competidores El GTti ganó honores de clase muchas veces y fue capaz de emparentarse con algunos de los coches de dos litros y en ocasiones rivalizó con automóviles más potentes de tracción en las cuatro ruedas. Con el «factor turbo» incrementado a 1.7 el Charade de un litro fue forzado a la misma categoría que los vehículos de dos litros. El mejor resultado se dio en el Rally Safari de 1993, donde los Charade GTxx terminaron quinto, sexto y séptimo en la general.

## Cuarta generación (G200; de 1993 a 2000)
La cuarta generación fue introducida en enero de 1993, nuevamente como hatchback y más tarde con carrocería sedán. El diseño fue más conservador que el del modelo de tercera generación. Siendo ligeramente más grandes que su predecesor, pero con una distancia entre ejes ligeramente más corta, los motores 1.0 L ya no se ofrecían en la mayor parte de los mercados, aunque el 1.0 permaneció disponible en Australia con el Charade G202 y también en Brasil debido a exoneraciones fiscales para vehículos equipados con motores de menos de un litro. El G202 venía equipado con el motor CB24de 1,0 litro, teniendo cabezales y disposición de la manguera de emisión completamente diferentes a los de los modelos CB23 previos. El motor de 1,3 L SOHC se convirtió en el motor básico en la mayoría de los mercados. El sedán introducido en 1994 contó con un motor de 1,5 L con 4WD opcional. Los motores más grandes también estaban disponibles con carrocería hatchback. El diésel recibió el código de chasis G213, mientras que todos los demás modelos tenían códigos en el rango de G200. Los modelos diésel fueron retirados de todos los mercados donde habían estado previamente disponibles. En Australia la cuarta generación fue evaluada en las clasificaciones de seguridad de automóviles usados con un grado de protección de sus ocupantes en caso de un accidente «peor que la media».
La versión turbo GTti fue reemplazada por un GTi más convencional con un motor de 1.6 L SOHC de 16 válvulas. En el mercado doméstico japonés esta versión fue nombrada en honor del expiloto de carreras italiano Alejandro de Tomaso (el anterior propietario de Innocenti, que había trabajado estrechamente con Daihatsu), que incluía un árbol de levas de competición y era capaz de dar 124 CV (91 kW) JIS. La versión de exportación, llamada simplemente GTi, fue rebajada a 105 CV (77 kW) DIN. De Tomaso también añadió su propio kit de carrocería, asientos Recaro, volante Nardi Torino y neumáticos deportivos Pirelli. Un total de 120.000 Charade GTis se produjeron tras este esfuerzo conjunto.
El Charade fue rediseñado en 1996, tan solo dos años después de su introducción. Ahora tenía una «cara sonriente» en la parrilla y se le cambiaron los faros delanteros por otros más parecidos a su modelo hermano, el Toyota Starlet. Se fabricó hasta el año 2000, cuando fue sustituido por el Sirion y Storia.

## Uso de la marca en otros vehículos
En Australia el nombre había sido utilizado previamente para la serie L500 del Daihatsu Mira, que fue vendido allí como el Daihatsu Charade Centro entre marzo de 1995 y 1998.
En 2003 el nombre Charade fue relanzado en Europa, Australia y Sudáfrica, en una versión rebautizada del Daihatsu Mira L250. Fue colocado en un segmento de mercado por debajo de sus generaciones anteriores y estaba disponible como un hatchback de tres o cinco puertas con motor de 1.0 litro cuatro en línea. Fue discontinuado en Australia en 2006 debido a que Toyota retiró la marca Daihatsu de dicho mercado. Se fabricaron los Daihatsu Mira L250 para otros mercados hasta el año 2007.
A partir de 2007 Daihatsu ofreció en Sudáfrica el Daihatsu Mira L275 como el Charade en ese mercado. La producción terminó en el año 2011.
En 2011 Daihatsu Europa introdujo al mercado el Toyota Yaris XP90 armado en Tailandia como el Daihatsu Charade. Este iba a ser el último modelo presentado con la marca Daihatsu en Europa, ya que Daihatsu se retiró de ese mercado en enero de 2013.

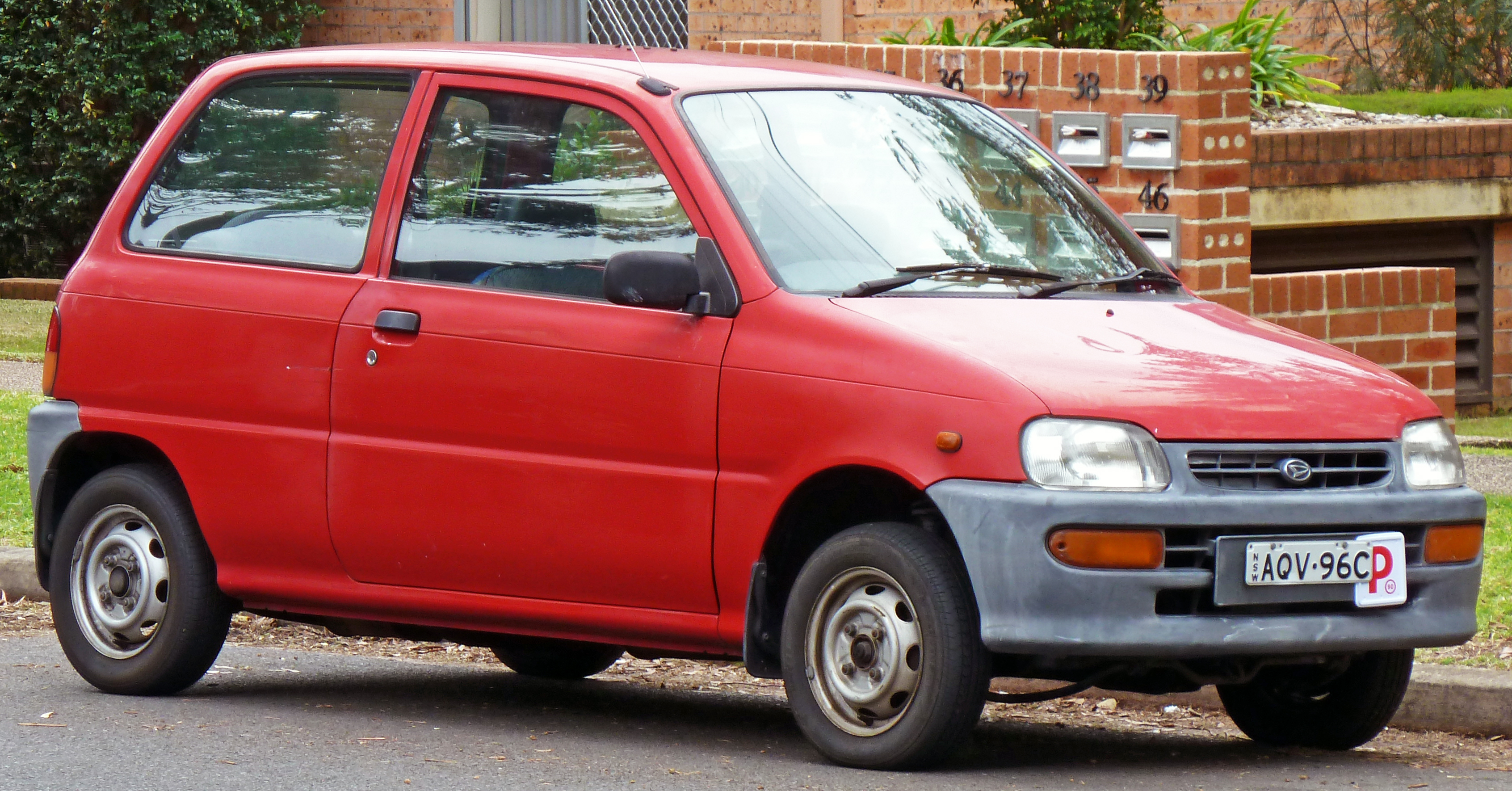
Daihatsu Charade Centro de 1995 a 1998
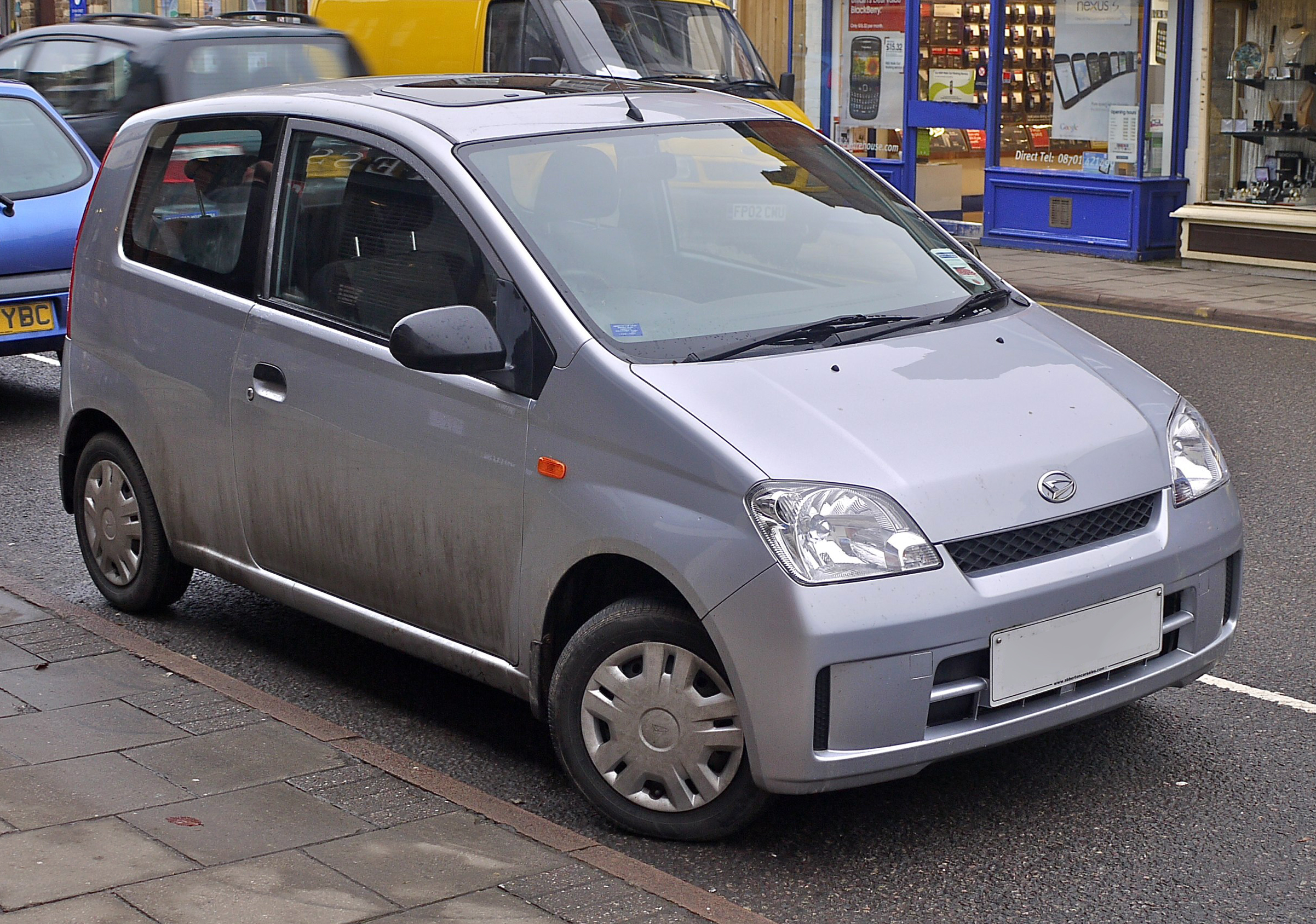
Daihatsu Charade de 2003 a 2007
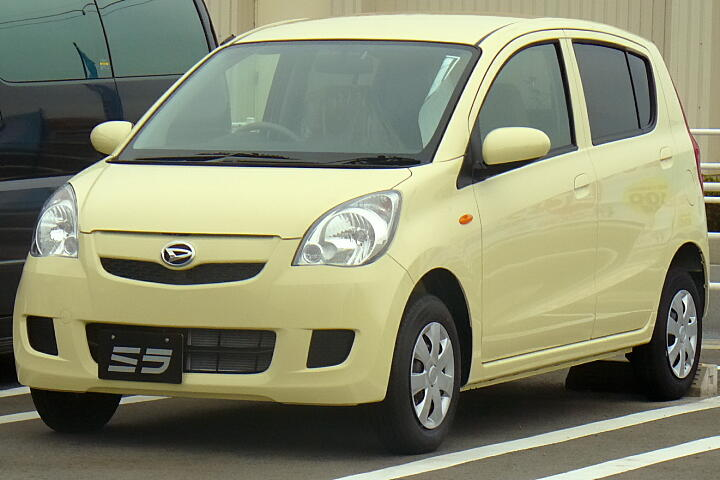
Daihatsu Charade de 2007 a 2011
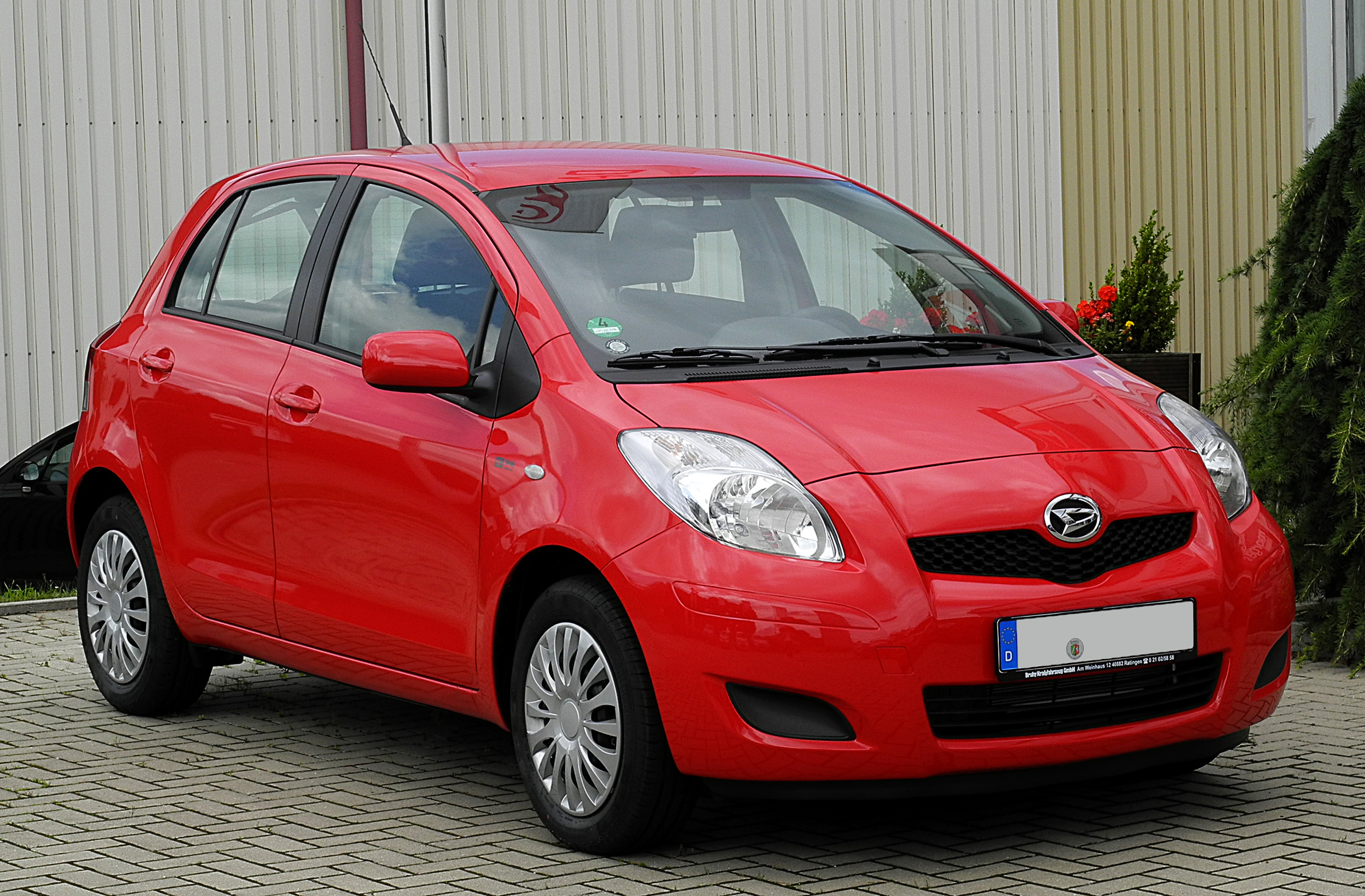
Daihatsu Charade de 2011 a 2013

## Copias y derivados chinos
El Xiali Tianjin TJ730, basado en el Charade G11 fue fabricado por FAW Tianjin a partir de kits de ensamblaje desde 1986 hasta 1988. Luego fue reemplazado por los Xiali TJ7100 y TJ7100U, los cuales estaban basados en los modelos G100 y G102, respectivamente. Los hatchback comenzaron a producirse en 1988, mientras que los sedán arribaron en octubre de 1990 para el modelo del año 1991. Ambas variantes fueron producidas hasta 1997 y 1999 respectivamente, cuando se pusieron en producción versiones rediseñadas con motores Toyota más modernos. El Xiali N3 comenzó su producción en 2004, y se le realizó un leve rediseño en el 2008, se renovó nuevamente en 2012, y la producción llegó a su fin poco después. Sin embargo, todavía se mostraba en el sitio web de Tianjin FAW a partir del 2018. La producción de la mayor parte de las versiones finalizó en 2006. Los TJ7101AU y TJ7141AU continuaron produciéndose y fueron también conocidos como Junya (Junior) (desde 2005) y Shenya (Senior) (desde 2003), y venían equipados con el motor de 1 litro y tres cilindros TJ376QE (basado en Daihatsu) o con motor de 1,4 litros de cuatro cilindros conocido como 4GB1 (desde el 2005 en adelante). Los Shenya y Junya fueron ambos rediseñados en el 2006 y continuaron en producción hasta su finalización en el año 2011. 
Todos los Charades basados en Xiali tenían de serie una caja de cambios manual de 5 velocidades. La marca Xiali desapareció en 2015.
El Xiali también se utilizó como taxi en Beijing durante las décadas de 1980 y 1990 de color rojo oscuro con caracteres chinos en blanco. Los taxis Xiali fueron retirados del mercado de taxis en febrero de 2006 en un esfuerzo por reducir la polución, siendo reemplazado por el Hyundai Elantra. También estaba disponible en su ciudad natal, Tianjin.
La marca china Ling Kong fabricó una serie de automóviles basados en el diseño exterior del Tianjin Xiali que fue conocido como el KJ6380. Estuvo disponible en versiones sedán, notchback y hatchback. El KJ6380 estuvo disponible en tres motores de un litro y cuatro cilindros denominados JL462, DA462 y 377Q-L. Todas las variantes estaban equipadas de serie con una caja de cambios manual de 4 velocidades. La versión sedán tenía 3800 milímetros de largo, 1510 milímetros de ancho, 1480 milímetros de altura y una distancia entre ejes de 2460 milímetros. La producción comenzó en 1988 y terminó en 1995 luego de que la empresa se fusionara con Sanjiu Auto. Otro fabricante con sede en Anhui llamado Anda'er fabricó una variante minivan del Xiali en 1996 conocida como el Anda'er AAQ 6370, además de otros automóviles. El motor TJ376QE de 1 litro venía de serie con una caja de cambios manual de 4 velocidades. La minivan tenía 3750 milímetros de largo, 1580 milímetros de ancho, 1770 milímetros de alto y una distancia entre ejes de 2300 milímetros. El peso en vacío era de 950 kilogramos. La minivan recibió un rediseño en 2001 con un nuevo juego de luces y tablero, terminando de producirse en 2003.
Geely también fabricó una serie de automóviles basados en el Xiali bajo licencia de FAW Tianjin conocidos como Liangjing JL6360E1 para el hatchback, vendidos entre 1998 y 2004, la Haoqing SRV familiar, vendida desde 1998 hasta 2006 para el modelo del año 2007, el Merrie (吉利美日)/MR303 notchback, vendido entre 2003 y 2006, y el sedán Uliou (优利欧) vendido entre 2003 y 2005. Una variante pickup fue presentada en 2001 llamada JL1010N y fue vendida hasta el 2005. Una variante furgoneta llamada JL5010X se vendió entre 2001 y 2004, la cual fue reemplazada por la JL1010E1 que fue vendida entre 2005 y 2007.